# Friedrich Gottlieb Süskind
Friedrich Gottlieb Süskind (Neuenstadt am Kocher, 17 febbraio 1767 – Stoccarda, 12 novembre 1829) è stato un teologo tedesco.

## Biografia
Nel 1783 iniziò i suoi studi teologici al Seminario protestante di Tubinga, per poi intraprendere un lungo viaggio in Germania (1790). Successivamente, ricoprì il ruolo di "pastore pentito" a Tübinger Stift, seguito da un vicariato a Stoccarda (1795). Dal 1795 al 1798 prestò servizio come Diakonus (diacono) a Urach. Nel 1798 divenne professore associato all'Università di Tubinga e nel 1805 tornò a Stoccarda, dove fu nominato Oberhofprediger e Konsistorialrat. Nel 1809 fu coinvolto nella riorganizzazione liturgica nel Württemberg.
Süskind era il discepolo di Gottlob Christian Storr (1746-1805), e un membro di spicco della cosiddetta Ältere Tübinger Schule (teologi conservatori di Tubinga). All'interno di questo gruppo eccelse nel campo della dialettica. Si occupò di questioni apologetiche e dogmatiche del cristianesimo. Durante la sua carriera, era in costante conflitto con i sostenitori delle filosofie kantiane e fichteane.
Con Johann Friedrich Flatt (1759-1821), fu direttore del "Magazin für christliche Dogmatik und Moral" (Rivista per Dogmatica e morale cristiana).

## Opere principali
- Über das Recht der Vernunft in Ansehung der negativen Bestimmung der Offenbarung, (1797).
- In welchem Sinne hat Jesus die Göttlichkeit seiner Religions- und Sittenlehre behauptet?, (1802).
- Über die Pestalozzische Methode und ihre Einführung in die Volksschulen, (1810).